# Estación de Porte de Saint-Ouen
La estación de Porte de Saint-Ouen (en español: la estación de Puerta de Saint-Ouen) es una estación del metro de París situada al norte de la capital, en el límite de los distritos XVII y XVIII. Forma parte de la línea 13, de la cual fue uno de sus terminales entre 1911 y 1952.

## Historia
Fue inaugurada a principios de 1911 dentro del tramo inicial de la línea B de la Compañía de Ferrocarril Norte-Sur, que años después sería absorbida por la Compañía del Metropolitano de París integrándola en la línea 13. 
Ubicada cerca de la actual Porte de Saint-Ouen, debe su nombre a un antiguo acceso o porte, situado  en el Muro de Thiers, última fortificación construida alrededor de París con fines defensivos y desmantelada a principios del siglo XX. 
Sus pasillos fueron renovados en 2005 y sus andenes en 2009.

## Descripción
La estación se compone de dos andenes laterales y de dos vías.
En el año 2009, la estación fue renovada y despojada de los revestimientos metálicos que forraban la bóveda recuperando así el estilo que tenía cuando fue diseñada por la Compañía Nord-Sud a principios del siglo XX. De esta forma luce en su pleno esplendor los clásicos azulejos blancos biselados de la época, que se combinan con diversos trazos de color verde que aparecen principalmente en lo alto de la bóveda, rodeando los paneles publicitario y en el zócalo. 
Su iluminación sigue el estilo New Neons, originaria de la línea 12 pero que luego se ha ido exportando a otras líneas. Emplea delgadas estructuras circulares, en forma de cilindro, que recorren los andenes proyectando la luz tanto hacia arriba como hacia abajo. Finos cables metálicos dispuestos en uve sostienen a cierta distancia de la bóveda todo el conjunto.
La señalización también ha recuperado el estilo Nord-Sud, caracterizado por su gran tamaño, donde el nombre de la estación se realiza combinando azulejos blancos y azules enmarcados por un trazo verde. 
Por último, los asientos de la estación son los modernos Coquille o Smiley, unos asientos en forma de cuenco inclinado para que parte del mismo pueda usarse como respaldo y que poseen un hueco en la base en forma de sonrisa. Los mismos están presentes en un único color, el azul verdoso. 
Sobre el andén se han añadido flechas y marcas de color amarillo que pretenden facilitar la salida y la entrada de los viajeros a los trenes 